# Bucoda
Bucoda è un comune degli Stati Uniti d'America, situato nello Stato di Washington, nella Contea di Thurston.